# Preservation of the Sign Language
Preservation of the Sign Language is een Amerikaanse kortfilm uit 1913 waarin George Veditz aan de hand van gebarentaal uitlegt hoe belangrijk deze taal voor doven is. De film werd in 2010 opgenomen in het National Film Registry.